# Zbigniew Książek
Zbigniew Tadeusz Książek (ur. 1954 w Skarżysku-Kamiennej) – polski scenarzysta i poeta.

## Życiorys
Autor tekstów piosenek m.in. Michała Bajora, Zbigniewa Wodeckiego, Ryszarda Rynkowskiego, Andrzeja Zauchy czy zespołu Brathanki, współpracownik Piwnicy pod Baranami. Jego sztuki teatralne reżyserowali m.in. Márta Mészáros (Urodziny mistrza), Krzysztof Jasiński (Sztuka kochania) i Igor Michalski (Sceny miłosne dla dorosłych). Twórca scenariuszy filmów animowanych (Żeby inaczej pięknie raczej, Biały Pies i Dla Noemi), dobranocek dla dzieci oraz scenariusza spektaklu Piwnicy pod Baranami Groble, Groble, czyli Piotra Skrzyneckiego opowieść o żywych i umarłych. Autor powieści i wierszy dla dzieci: Królestwo zielonej polany, Pioseneczki dla moich siostrzeńców.
Wspólnie z kompozytorem Piotrem Rubikiem jest twórcą Tryptyku Świętokrzyskiego, w którego skład wchodzą: Świętokrzyska Golgota, Tu Es Petrus i Psałterz Wrześniowy, utworu Zakochani w Krakowie, który został stworzony w związku z obchodami 750-lecia lokacji Krakowa oraz oratorium „Psalmy z Podlasia” – opowieści o narodzinach, rodzinie, szkole i życiu duchowym błogosławionego księdza Jerzego Popiełuszki.
W 2007 nawiązał współpracę z kompozytorem Bartłomiejem Gliniakiem, której owocem są: Siedem Pieśni Marii dla sanktuarium Maryjnego w Leśniowie (platynowa płyta), Listy z Placu Zgody upamiętniające 70. rocznicę utworzenia getta w Kielcach oraz Oratorium kalwaryjskie (złota płyta).
Rok 2011 to powrót do twórczości z Piotrem Rubikiem – ukazuje się album Opisanie świata.
Laureat m.in.: Studenckiego Festiwalu Piosenki (1979), Krajowego Festiwalu Piosenki Polskiej w Opolu i Festiwalu Jedynki w Sopocie.